# Helene af Danmark
Helena af Danmark (født 1180, død 22. november 1233 i Lüneburg) var arving til Garding og ved ægteskab frue af Lüneburg. Hun blev stammoder til alle welfere.

## Liv og gerning
Helena blev født som den yngste datter af den danske konge Valdemar den Store (1131-1182) og hans kone Dronning Sofia (1141-1198). Hun var søster til de danske konger Knud 6. og Valdemar Sejr og den franske dronning Ingeborg af Danmark.
I sommeren 1202 giftede prinsesse Helena sig med Wilhelm af Winchester, herre af Lüneburg (1184-1213) i Hamborg, hvorved hun blev svigerdatter til den saksiske hertug Henrik Løve og hans engelske kone prinsesse Mathilde og bar titlen fru Helene af Lüneburg. Ægteskabet fik en søn, den senere hertug af Braunschweig-Lüneburg kaldet Otto Barnet (1204-1252). Efter hendes mands tidlige død i 1213 overtog dennes broder kejser Otto 4. herskabet over Lüneburg inden, at Vilhelms søn Otto overtog dette. Sidstnævnte blev i 1223 af sin onkel Heinrich udpeget til ældste arving af Huset Welfens allodialbesiddelser.
Hertuginde Helene blev begravet i benediktinerklosteret Sankt Michael i Lüneburg.